# Adam Michnik
Adam Michnik, né le 17 octobre 1946 à Varsovie, est un historien, journaliste, essayiste et ancien militant de l'opposition polonaise dans les années 1960, 1970 et 1980. Michnik est directeur de publication de la Gazeta Wyborcza, le plus important quotidien national de Pologne.

## Biographie
Adam Michnik est né dans une famille juive ashkénaze, membres du Parti communiste de Pologne. Son père se nommait Ozjasz Szechter et sa mère Helena Michnik (pl).
En 1964, il commence des études d'histoire à l'université de Varsovie. En 1965, il en est exclu en raison d'une initiative militante visant à réformer le régime politique. Réintégré, il est de nouveau exclu de l'université en 1968 pour la même raison.
Adam Michnik est l'un des principaux responsables de l'opposition au pouvoir totalitaire du Parti ouvrier unifié polonais (PZPR), sous le régime de la république populaire de Pologne.
Dans les années 1977-1980, il fut un des créateurs de la Société des cours scientifiques (TKN), un enseignement indépendant du pouvoir. Entre 1977 et 1989, il devient rédacteur des publications clandestines, Biuletyn Informacyjny (pl), Zapis, Krytyka et membre de la plus grande maison d'édition clandestine en Pologne NOWa (en). À partir de 1980, il est conseiller du syndicat Solidarité (Solidarność). Il est détenu à plusieurs reprises et il est emprisonné pendant six ans du fait de ses activités d'opposant au régime populaire. Adam Michnik est gracié le 11 août 1986.
En 1989, Michnik fonde le journal Gazeta Wyborcza, dont il est directeur de publication. Il participe aux discussions de la Table Ronde du printemps (pl) entre le pouvoir et l'opposition. Celles-ci ont permis l'organisation d'élections législatives en partie libres qui ont abouti à la victoire écrasante des candidats soutenus par Solidarność, notamment grâce au soutien apporté par Gazeta Wyborcza.
Député à la Diète (Sejm) de 1989 à 1991, Michnik s'est ensuite retiré de la vie politique pour se consacrer à son journal et à son groupe de presse et de communication Agora SA (en), désormais coté à la bourse de Varsovie et de Londres.
Michnik est l'auteur de nombreux ouvrages. Plusieurs sont disponibles en français, dont L'Église, la gauche, le dialogue polonais paru en 1977, Penser la Pologne en 1983 ou encore La Deuxième révolution en 1990.
En 2007, Adam Michnik est médiateur de l'Union européenne pour la liberté des médias en Géorgie. Il estime que « Le pire dans le communisme, c'est ce qui vient après ».

## Distinctions

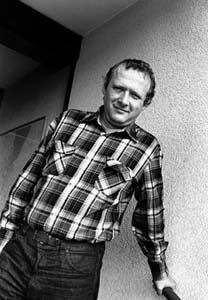
Adam Michnik, par Erling Mandelmann, en 1991.

- Docteur honoris causa de The New School de New York
- Docteur honoris causa de l'université du Minnesota
- Docteur honoris causa de l'université du Michigan
- Docteur honoris causa du Connecticut College
- Docteur honoris causa de l'université Vytautas-Magnus
- Officier de la Légion d'honneur (France)
- Officier de l'ordre du Mérite hongrois
- Commandeur de l'ordre du Mérite de la République fédérale d'Allemagne
- Commandeur de l'ordre de Tomáš Garrigue Masaryk
- Ordre de la Croix de Terra Mariana de 3e classe
- Ordre de l'Aigle blanc (2010)